# Elazığ
Elazig este un oraș din Turcia.

## Personalități născute aici
- Erkan Petekkaya (n. 1970), actor.